# Топки (Орловская область)
Топки — село в Покровском районе Орловской области.
Административный центр Топковского сельского поселения. 

## География
Село расположено в верховье ручья Топкий Ржавец.

### Улицы
| - ул. Больничная - ул. Замятиных - ул. Молодёжная | - ул. Новая - ул. Производственная - ул. Раздольная | - ул. Садовая - ул. Центральная - ул. Школьная |

## История
Село принадлежало предкам Тургенева по материнской линии — Лутовиновым, а после их смерти — Тургеневу с 1855 по 1880 год. Имеются сведения, что Тургенев бывал здесь несколько раз. Село являлось прототипом села Васильевское в романе Тургенева «Дворянское гнездо».
С конца XVIII и до середины XIX века существовала Покровская церковь с Церковно-приходской школой. Церковь была разрушена в 1930—1940-е годы, а от Церковно-приходской школы сохранилось каменное здание. При церкви работала с середины века Церковно-приходская школа, от которой сохранилось каменное здание.
Усадьба Тургенева существовала до 1917 года, и впоследствии была разграблена крестьянами. В школе села Топки существует краеведческий музей, в котором большая часть экспозиции посвященная Тургеневу. С 1950-х по 1970-е годы в селе существовал известный в Орловской области колхоз имени Жданова.. По сей день в Топках стоит памятник А. А. Жданову, имя которого носил колхоз.

## Население
| 2002 | 2010 |
| ---- | ---- |
| 303  | ↘219 |

### Известные уроженцы
- Шалимов, Григорий Семёнович (1920—1991) — военный лётчик, полный кавалер ордена Славы.[4]

## Инфраструктура
Имеется школа и отделение связи.